# شوهي آبي
شوهي آبي مواليد 1 ديسمبر 1983 في تشيبا، اليابان، هو لاعب كرة قدم ياباني. يلعب كمدافع.

## مرحلة الشباب

### أندية لعب لها
- جامعة تسوكوبا

## المسيرة الاحترافية

### أندية لعب لها
- ناغويا غرامبوس

## روابط خارجية
- شوهي آبي على موقع رابطة كرة القدم اليابانية للمحترفين (اليابانية)
- شوهي آبي على موقع قاعدة بيانات كرة القدم.إي يو (الإنجليزية)
- شوهي آبي على موقع Soccerway.com (الإنجليزية)
- شوهي آبي على موقع عالم كرة القدم.نت (الإنجليزية)